# 유럽 연합 안보연구원
유럽연합 안보연구원 또는 유럽연합 국제안보연구소(European Union Institute for Security Studies, EUISS)은 유럽 연합 차원에서 대외 정책을 담당하는 싱크탱크 기관이다.

## 역사
2002년에 공동 외교 안보 정책 아래 독립적인 기관으로 출범하였다. 프랑스 파리에 본부가 위치하며, 벨기에 브뤼셀에 연락사무소를 별도로 갖고 있다.

## 역할
외교, 안보, 그리고 국방 정책 주제에 대한 연구를 제공한다. 유럽연합 내 공동안보 문화를 조성하고, 공동 외교 안보 정책을 개발하고 실행하는데 보조한다. 또한 유럽연합의 대외정책을 입안하고 투사시키는 것을 지원하며, 유럽 내외의 안보전략을 토의하는데 기여하는 것을 주요 목표로 한다.유럽연합의 대외정책에 대한 수립과 집행을 위해서 유럽의 다양한 전문가들과 학자들을 기용하고 있다. 또한 비유럽 국가들과 협력하며 상호 관심사를 교류한다.

과거에 사용되었던 안보연구원 상징

매년 유럽연합 안보연구원 연감을 발표하며 정보를 제공한다.